# Zenica
Zenica (en alfabet ciríl·lic: Зеница) és una ciutat de Bòsnia i Hercegovina, capital del cantó de Zenica-Doboj. La ciutat és coneguda principalment per la seva activitat industrial.